# 06:21:03:11 Up Evil
06:21:03:11 Up Evil é o sétimo álbum de estúdio da banda de EBM/Industrial Front 242, lançado em maio de 1993.

## Título do álbum
Através de um código que pode ser utilizado também no seu próximo álbum 05:22:09:12 Off. Sendo assim:
- F equivale a 06° letra do alfabeto
- U equivale a 21°
- C equivale a 03°
- K equivale a 11°
- Up Evil = o mal

## Faixas
Todas as faixas por Front 242 
| N.º | Título                         | Duração |  |
| 1.  | "Crapage"                      | 4:57    |  |
| 2.  | "Waste"                        | 4:12    |  |
| 3.  | "Skin"                         | 3:34    |  |
| 4.  | "Motion"                       | 3:50    |  |
| 5.  | "Religion"                     | 4:05    |  |
| 6.  | "Stratoscape"                  | 4:34    |  |
| 7.  | "Hymn"                         | 3:26    |  |
| 8.  | "Fuel"                         | 4:46    |  |
| 9.  | "Melt"                         | 3:30    |  |
| 10. | "Flag"                         | 5:08    |  |
| 11. | "Mutilate"                     | 4:10    |  |
| 12. | "(S)Crapage"                   | 6:11    |  |
| 13. | "Religion" (Pussy Whipped mix) | 6:06    |  |

As faixas 12 e 13 estão presentes só na versão CD.